# 奎尔奇狸藻
奎尔奇狸藻（學名：Utricularia quelchii）为狸藻屬多年生小型陆生或附生食虫植物。其种加词“quelchii”来源于英国植物采集者奎尔奇（Quelch）。奎尔奇狸藻分布于圭亚那、委内瑞拉及巴西。其常陆生于沼泽沿岸或长满青苔的岩石表面，及周围低矮的树干或树枝上。偶尔也生长于布洛凤梨（Brocchinia）充满水的叶腋中。其通常分布于海拔约2000米处，海拔分布范围为1400米至2800米，最高分布存在于巴西羅賴馬州。1901年，尼古拉斯·爱德华·布朗正式描述了奎尔奇狸藻。

## 外部連結
- 食虫植物照片搜寻引擎中奎尔奇狸藻的照片 （页面存档备份，存于）

 维基共享资源上的相關多媒體資源：奎尔奇狸藻
 維基物種上的相關：奎尔奇狸藻